# Zaturcsány
Zaturcsány (1899-ig Zaturcsa, szlovákul Záturčie) egykor önálló község, ma  Turócszentmárton városrésze Szlovákiában, a Zsolnai kerületben, a Turócszentmártoni járásban. Alsó- és Felsőzaturcsa egyesítésével jött létre.

## Fekvése
Turócszentmárton központjától 3,4 km-re északnyugatra, a Turóc bal partján fekszik. A szomszédos Ruttka központja közelebb van hozzá, az csak 2 km.

## Története

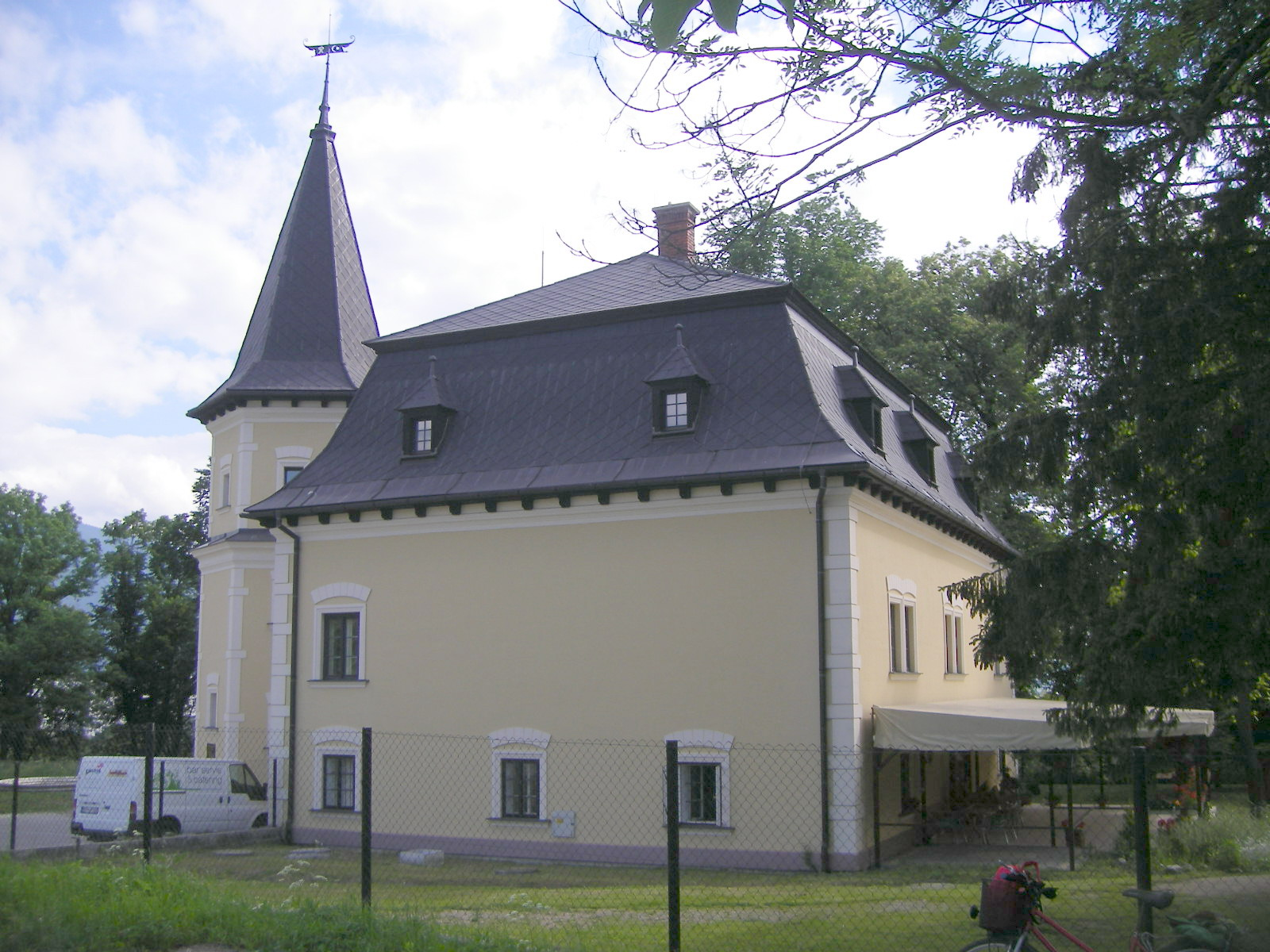
Zaturcsány kastélya

A település – mely ma Turócszentmárton része – egykor egyike volt a Dél-Turóc legrégibb falvainak. Első írásos említése 1245-ben egy oklevélben történt, amikor a Turóc bal partján fekvő földet Vendéghnek nevezik. 1255-ben IV. Béla a birtok tulajdonjogát várjobbágyainak: Uzda fiainak és utódaiknak adja. A Zatureczky család ősi fészke. A falu kastélya eredetileg evangélikus templomnak épült 1640-ben.
A 18. század végén Vályi András így ír róla: „ZATURCZA. Kis, és Nagy, vagy Alsó, és Felső Zaturcza. Két tót faluk Túrócz Várm. földes Urok Zatureczky Uraság; 1255-dikben IV. BÉLA Király által Uzda’ Fijainak ajándékoztatott; fekszenek Szent Mártonnak szomszédságában, mellynek filiáji; határbéli földgyeik jók, fájok, réttyek, legelőjök elég van.”
Fényes Elek 1851-ben kiadott geográfiai szótárában így ír a faluról: „Zaturecz, (Alsó) (Dolna Zaturcsa), Thurócz m. tót f. a Thurócz vize mellett, 1/2 órányira Sz. Mártontól északfelé, 62 kath., 226 evang., 3 zsidó lak. Jó föld, rét, legelő; erdő; malmok. F. u. többen. Ut. posta Thurócz-Zsámbokrét.”; „Zaturecz, (Felső) (Horna Zaturcsa), Thurócz m. tót f., 32 kath., 121 evang., 14 zsidó lak., evang. anya szentegyházzal. Ennek is jó rétje van, erdeje, legelője pedig sok, két malom. F. u. többen.”
Az evangélikus templomot 1894-ben kastéllyá építették át.
1910-ben 581, túlnyomórészt szlovák lakosa volt. 1920-ig Turóc vármegye Turócszentmártoni járásához tartozott.
1949–1955 között csatolták Turócszentmártonhoz. Az államszocializmus alatt lakótelepet építettek ide.

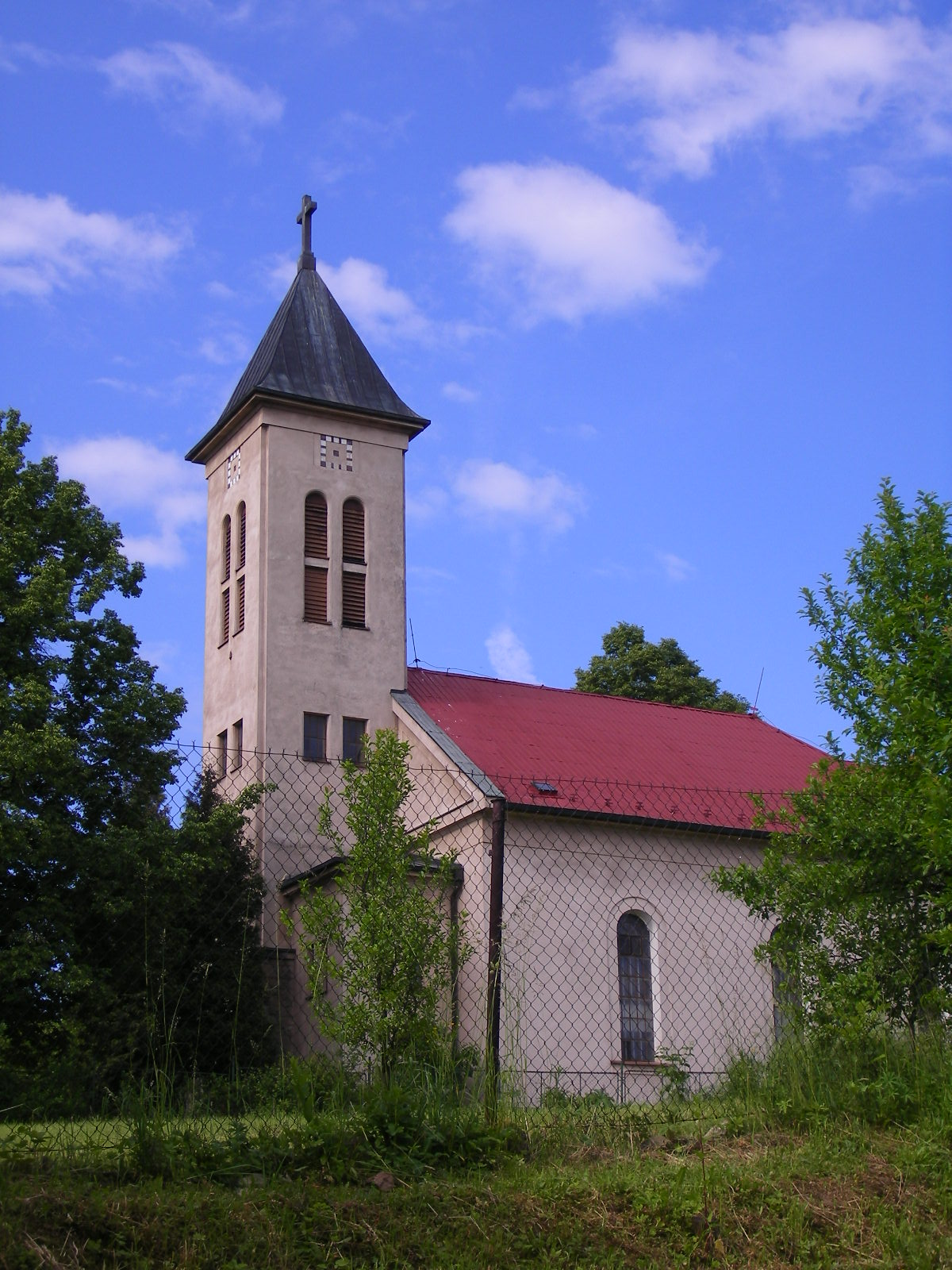
A templom

## Nevezetességei
- Felső és Alsó Zaturcsa között fekvő kastélyát Révay Ferenc eredetileg evangélikus templomnak építtette 1640-ben. A templomot 1894 és 1896 között Révay Ferenc kastéllyá építtette át. 1921-ben iskolát nyitottak benne, később állami gazdaság központja működött itt. 1989-ben az épület újra magánkézbe került, 2002-től szálloda és étterem működik benne.
- evangélikus templom.

## Külső hivatkozások
- Zaturcsány rövid története
- Zaturcsány kastélya a Turóci régió információs oldalán (szlovákul)
- Zaturcsány Szlovákia térképén